# 181043 Anan
181043 Anan è un asteroide della fascia principale. Scoperto nel 2005, presenta un'orbita caratterizzata da un semiasse maggiore pari a 3,1412070 UA e da un'eccentricità di 0,2006083, inclinata di 16,99191° rispetto all'eclittica.
L'asteroide è dedicato all'omonima località giapponese.